# Орел (Чувашия)
Орёл (чув. Орёл) — посёлок в Ибресинском районе Чувашской Республики. Входит в состав Берёзовского сельского поселения.

## География
Находится в центральной части Чувашии на расстоянии приблизительно 17 км на юго-запад по прямой от районного центра посёлка Ибреси.

## История
Поселок основан в 1919 году переселенцами из села Хомусь-Батырево. В 1828 году здесь был организован переселенческий колхоз «Орёл». Название дано по местной речке. Позже колхоз вошёл в состав колхоза «Берёзовка». В 1939 году учтено было 304 жителя, в 1979 году — 115. В 2010 году отмечено 42 двора.

## Население
Население составляло 88 человек (чуваши 95 %) в 2002 году, 78 в 2010.